# Behesht-e Zahra
Behesht-e Zahra (en persan : بهشت زهرا, Le paradis de Zahra) est le plus grand cimetière d'Iran, situé 
à Ray, dans la banlieue sud de Téhéran.

## Nom
Le cimetière s'appelle « le paradis de Zahra » en l'honneur de Fatima Zahra, fille du prophète Mahomet.

## Historique
Le développement de la capitale de l'Iran à partir des années 1950 amène à la fermeture des cimetières intra-muros et la création de nouvelles nécropoles en dehors de l'enceinte de la ville. Behesht-e Zahra est ainsi aménagé à la fin des années 1960 et ouvert en 1970. 
Ce cimetière est le premier lieu visité par Khomeini après son retour en Iran en février 1979. 
Entre 1980 et 1988, de nombreux morts de la guerre Iran-Irak y sont enterrés. 

## Morgue
La morgue du cimetière entend centraliser tous les morts de la capitale à des fins d'enregistrement et peut faciliter le transfert du corps du défunt en province si les familles le souhaitent. 

## Secteurs
Le cimetière est réparti en divisions, dont certaines sont numérotées (e. g. divisions 15, 17, 22, 23, 33 et 39) et d'autres ont un titre (e. g. division des savants du pays, division des artistes).

## Transports
Le cimetière est relié à la ville par la ligne 1 du métro et desservi par la station Haram-e-Motahar.

## Personnalités inhumées
Le mausolée de l'ayatollah Khomeini est situé à l'extérieur du cimetière.  

### Hommes politiques
- Mohammad Saed (1883-1973), Premier ministre
- Amir Abbas Hoveida (1919-1979), Premier ministre
- Mahmoud Taleghani (1911-1979)
- Mostafa Chamran (1932-1981)
- Mohammad Beheshti (1928-1981)
- Mohammad Ali Radjaï (1933-1981)
- Hamid Taqwi (1959-2014), lieutenant-général de l'IGRC

### Militaires
- Nematollah Nassiri (1910–1979), général de l'armée impériale iranienne et directeur de la SAVAK (1965-1978)
- Jafarqoli Sadri (fa) (1911-1979), chef de la police nationale
- Mehdi Rahimi (en) (1921-1979), lieutenant-général de l'armée impériale iranienne
- Seyyed Reza Nadji (fa), général de l'armée impériale iranienne
- Manoutchehr Khosrowdad (1927-1979), major général de l'aviation de l'armée impériale iranienne
- Nader Djahanbani (1928-1979), lieutenant-général de l'aviation de l'armée impériale iranienne
- Amir Hossein Rabei (en) (1931-1979), commandant en chef de l'armée impériale iranienne (1977-1979)
- Ali Eghbali Dogahe (en) (1949-1980), pilote
- Houchang Vahid Dastjerdi (fa) (1925-1981), chef de la police nationale
- Valiollah Fallahi (en) (1931-1981), chef d'état-major de l'Armée de la république islamique d'Iran
- Javad Fakouri (en) (1938-1981), chef d'état-major de la force aérienne de la république islamique d'Iran
- Ali Eghbali Dogahe (en) (1953-1981), pilote
- Mir-Mohammad Mohanna (fa) (1901-1983), commandant en chef de l'armée impériale iranienne (1948-1949)
- Hassan Aghareb Parast (en) (1946-1984), général de brigade de l'armée de la République islamique d'Iran
- Hassan Abshenassan (en) (1936-1985), major général de l'armée de la République islamique d'Iran
- Hossein Khalatbari (en) (1949–1985), pilote
- Abdolbaghi Darvish (en) (1948-1986), pilote
- Hussein Fardust (1917-1987), général de l'aviation de l'armée impériale iranienne et chef adjoint de SAVA
- Bahram Hooshyar (en) (1938-1991), général de brigade de la force aérienne de la République islamique d'Iran

### Artistes et écrivains
- Fereydoun Moshiri
- Ahmad NikTalab
- Homa Rousta

### Autres
- Neda Agha-Soltan
- Esmat ol-Molouk
- Majid Kavousifar
- Djalal Abdoh